# Västra Lakotjärnen
Västra Lakotjärnen är en sjö i Vansbro kommun i Dalarna och ingår i Göta älvs huvudavrinningsområde. Sjön har en area på 0,251 kvadratkilometer och ligger 428,3 meter över havet. Sjön avvattnas av vattendraget Ärtån.

## Delavrinningsområde
Västra Lakotjärnen ingår i det delavrinningsområde (668395-140158) som SMHI kallar för Inloppet i Ärten. Medelhöjden är 434 meter över havet och ytan är 10,91 kvadratkilometer. Det finns inga avrinningsområden uppströms utan avrinningsområdet är högsta punkten. Ärtån som avvattnar avrinningsområdet har biflödesordning 4, vilket innebär att vattnet flödar genom totalt 4 vattendrag innan det når havet efter 431 kilometer. Avrinningsområdet består mestadels av skog (69 procent) och sankmarker (14 procent). Avrinningsområdet har 0,45 kvadratkilometer vattenytor vilket ger det en sjöprocent på 4,1 procent.